# Albrecht Brandi
Albrecht Brandi (Dortmund, 20 giugno 1914 – Colonia, 6 gennaio 1966) è stato un militare e marinaio tedesco, comandante di sommergibili nella Kriegsmarine della Germania nazista durante la seconda guerra mondiale. Insieme a Wolfgang Lüth, fu l'unico membro della marina militare a ricevere la Croce di Cavaliere della Croce di Ferro con foglie di quercia, spade e diamanti, uno dei più alti riconoscimenti delle forze armate tedesche. A Brandi e stato attribuito l'affondamento di otto navi mercantili per un totale di 25.879 tonnellate di stazza lorda (tsl), una nave da guerra ausiliaria da 810 tsl e tre navi da guerra per 5.100 tonnellate.

## Biografia
Nacque il 20 giugno 1914 a Dortmund, provincia di Vestfalia, allora una provincia del Regno di Prussia, sesto figlio, il più giovane, di Ernst, direttore minerario e membro del consiglio di amministrazione della Vereinigte Stahlwerke, e di sua moglie Clara Jucho. Dopo aver conseguito l'Abitur presso un ginnasio, entrò a far parte della Reichsmarine il 1 aprile 1935 come membro dell'"Equipaggio 35" (la classe entrante del 1935). Ricevette la sua formazione militare di base presso la 2ª compagnia del 2° Dipartimento della Divisione navale permanente del Mar Baltico a Stralsund.
Fu poi trasferito sulla nave scuola Gorch Fock conseguendo il grado di guardiamarina il 25 settembre 1935. Dopo la sua promozione fu assegnato all'incrociatore leggero Karlsruhe (26 settembre 1935 – 19 giugno 1936). Salpò con il Karlsruhe, quando quest'ultimo prese il mare per la sua quinta crociera di addestramento, iniziata il 21 ottobre 1935 a Kiel e terminata il 13 giugno 1936. Durante il viaggio la nave toccò Tenerife, São Tomé, Lobito, Durban, Port Victoria, le Seychelles, Batavia, Iloilo City nelle Filippine, Hong Kong, vari porti giapponesi, Dutch Harbor nelle Isole Aleutine, San Diego, attraversò il canale di Panama e toccando Saint Thomas e Pontevedra per tornare infine a Kiel.
Dopo il viaggio sul Karlsruhe,  frequentò il corso principale per cadetti presso l'Accademia navale di Mürwik (20 giugno 1936-31 marzo 1937). Durante questo periodo presso l'accademia navale, il 1º luglio 1936 fu promosso allievo ufficiale. A partire dal 1º aprile seguì a Mürwik una serie di corsi di addestramento specializzato sulle armi per cadetti, venendo poi trasferito sul dragamine M-125, in qualità di terzo ufficiale di guardia. Il 2 ottobre 1937 si trasferì sul dragamine M-1, sotto il comando del capitano tenente Hans Bartels, nella 1. Minensuchflottille (1 ª flottiglia di dragamine), ricoprendo nuovamente la posizione di ufficiale di guardia. Con questo incarico fu promosso a oberfähnrich zur see il 1 gennaio 1938 e leutnant zur see il 1 aprile 1938.

## La seconda guerra mondiale
Allo scoppio della seconda guerra mondiale, il 1 settembre 1939, continuò a prestare servizio sul dragamine M-1 sotto Bartels. L'M-1trasportò la Marinestosstruppkompanie, un plotone di fanteria di marina rinforzato, sulla corazzata Schleswig-Holstein prima dell'attacco alla base polacca sulla Westerplatte di Danzica nelle prime ore del mattino del 1º settembre 1939.
Il 1 ottobre 1939 fu promosso oberleutnant zur see. Dopo l'invasione della Polonia lo M-1 intraprese varie operazioni di sminamento nel Mar Baltico e nel Mare del Nord. Il 24 febbraio 1940, senza preavviso, lo M-1 speronò ed affondò quattro pescherecci da traino danesi di base a Esbjerg, Ejjam (E 92), Gerlis (E 456), Mercator (E 348) e Polaris (E 504) nelle vicinanze del Dogger Bank. Bartels riferì ai suoi superiori che nessuno naufrago era stato soccorso per "motivi militari"; 16 pescatori dell'allora neutrale Danimarca persero la vita. Nell'aprile 1940, imbarcato sullo M-1, partecipò all'operazione Weserübung, l'invasione tedesca della Danimarca e della Norvegia, in cui fu insignito di entrambe le classi della Croce di Ferro.
Il 25 maggio 1940 fu nominato comandante dello M-1, e in questa posizione di comando entrò in contatto con l'U-Boot-arm, fornendo compiti di scorta agli U-Boot in partenza e in ritorno in porto. Presentò domanda per il servizio sui sommergibili ma all'inizio venne rifiutato. Nell'aprile 1941 presentò nuovamente domanda, che accettata e iniziò il suo addestramento sugli sommergibili presso l'Accademia navale di Mürwik, che completò il 24 dicembre 1941 a Neustadt in Holstein. Il 25 dicembre 1941 divenne kommandantenschüler (comandante in addestramento) a bordo dell'U-552, comandato dal kapitänleutnant Erich Topp, per una missione di guerra (25 dicembre 1941 - 27 gennaio 1942). Durante questo pattugliamento davanti alla costa di Terranova lo U-552 affondò tre navi, la britannica Dayrose il 15 gennaio, la statunitense Frances Salman e la greca Maro il 18 gennaio.
Il 28 gennaio 1942 fu assegnato di stanza presso il cantiere navale Blohm + Voss di Amburgo, per familiarizzare con lo U-617, un U-Boot Tipo VIIC. Il 9 aprile 1942 assunse il comando dello U-617 a Kiel e completò vari viaggi di addestramento con questa unità nella 5. Unterseebootsflottille.

### Primo pattugliamento, Wolfpack Pfeil
Per la sua prima missione di pattugliamento (29 agosto-7 ottobre 1942), lo U-617 lasciò Kiel nell'agosto 1942, operando negli approcci occidentali prima di arrivare a Saint-Nazaire, in Francia, in ottobre. Li lo U-617 era subordinato alla 7. Unterseebootsflottille. Durante questa missione dichiarò di aver affondato quattro navi mercantili. Il 7 settembre affondò la sua prima nave, il peschereccio delle Isole Faroe Tor II. L'U-617 faceva allora parte del Wolfpack Pfeil , che comprendeva anche gli U-216, U-221, U-258, U-356, U-595, U-607 e U-615, operante contro il Convoglio SC 100. Nella notte tra il 22 e il 23 settembre affondò la petroliera Athelsultan, e il giorno successivo due navi in ritardo per 14.787 tonnellate di stazza lorda (tsl). Si trattava del piroscafo danese Tennessee, affondato il 23 settembre e del piroscafo belga Roumanie, fu affondato alle 13:58 del 24 settembre. Nell'affondamento del Roumanie perirono il comandante, 35 membri dell'equipaggio e 6 artiglieri; sopravvisse solo l'ingegnere capo, che fu tratto in salvo in violazione dell'ordine Laconia emesso dal Großadmiral Karl Dönitz. Il 26 settembre lo U-617 avvistò il Convoglio ON 131, ma il suo attacco fallì a causa di malfunzionamenti dei siluri. Al termine di questa missione, il 1º ottobre 1942 fu promosso tenente comandante, e l'8 dello stesso mese ricevette il U-Boot-Kriegsabzeichen.

### Seconda missione, Mediterraneo
Durante la sua seconda missione di pattugliamento (2-28 novembre 1942), gli fu ordinato di recarsi con lo U-617 nel Mar Mediterraneo dove fu posto sotto il comando della 29. Unterseebootsflottille. La sua missione nel teatro operativo del Mediterraneo era quella di contribuire a garantire le rotte di rifornimento per l'Afrikakorps in Nord Africa. Per arrivare a destinazione il sommergibile dovette attraversare lo stretto di Gibilterra, pesantemente sorvegliato. Lo U-617 effettuò il passaggio in immersione l'8 novembre 1942, venendo, tuttavia, scoperto da un idrovolante britannico Short Sunderland che sganciò due bombe di profondità, che andarono a vuoto. Quel giorno, le forze anglo-americane invasero il Nord Africa francese (Operazione Torch, 8-16 novembre 1942). Alle 11:27 del 21 novembre l'U-617 attaccò una forte task force navale britannica, lanciando a distanza una serie di quattro siluri. In seguito all'attacco lo 'U-617  fu sottoposto a una caccia durata quattro ore, con il lancio di 80 bombe di profondità. Alle 16:00 del 23 novembre il sommergibile attaccò senza successo un incrociatore prima di arrivare alla base navale di La Spezia il 28 novembre 1942. In seguito il Führer der Unterseeboote gli attribuì l'affondamento di un incrociatore di origine francese o americano e di un cacciatorpediniere. Inoltre lo FdU riconobbe che aveva silurato due navi da carico e che si presumeva fossero affondate. La FdU gli negò il merito di aver gravemente danneggiato una nave da battaglia.

### Terza missione, Cavaliere della Croce di Ferro
Durante la sua terza missione (21 dicembre 1942-17 gennaio 1943) nel dicembre 1942, lungo le coste della Cirenaica,  affondò il rimorchiatore oceanico St. Issey, e due navi mercantili, Annitsa e Harboe Jensen il 15 gennaio 1943. In seguito a questa missione terminata a Salamina, la FdU gli attribuì la distruzione di un cacciatorpediniere, un rimorchiatore di 1.000 tsl e una chiatta di stazza sconosciuta, tutti e tre affondati il 28 dicembre 1942. La FdU riconobbe inoltre l'affondamento di tre navi per 22.000 tsl il 30 dicembre, di due navi da 5.000 tsl il 13 gennaio 1943 e di altre due navi da 13.000 tsl il 15 gennaio. Il Befehlshaber der U-Boote (BdU) confermò questa valutazione e gli attribuì l'affondamento di otto navi per un totale di 41.000 tsl e un cacciatorpediniere. Per questo risultato fu insignito della Croce di Cavaliere della Croce di Ferro il 21 gennaio 1943, consegnatagli dal comandante dell'Ammiragliato del Mar Egeo, viceammiraglio Erich Förste, a La Spezia.

### Quarta missione
Durante la sua quarta missione di pattugliamento (27 gennaio - 13 febbraio 1943), iniziata dalla base navale di Salamina e terminata a Pola, affondò il posamine britannico Welshman a poche miglia dalla costa dell'isola di Malta il 1º febbraio 1943. Il Welshman, insieme allo Abdiel e il sottomarino posamine Rorqual, avevano operato contro la rotta di rifornimento dell'Asse tra il golfo di Tunisi e la Sicilia. Inoltre egli aveva affermato anche di aver affondato quattro navi di due convogli per un totale di 10.800 tsl. È accertabile la distruzione delle navi da carico norvegesi Corona e Henrik, entrambe affondate il 5 febbraio 1943 dal convoglio AW 22.

### La quinta missione
Nell'aprile 1943, durante la sua quinta missione di pattugliamento (25 marzo-17 aprile 1943), dichiarò l'affondamento di un incrociatore leggero, a 40 miglia nautiche (74 km; 46 mi) al largo di Gibilterra. La FdU gli ha attribuito l'affondamento di un incrociatore di Classe Crown Colony, un cacciatorpediniere di classe Tribal il 10 aprile e una nave trasporto truppe tipo Orcades da 23.456 tsl attaccata il 13 aprile. Per questi risultati l'11 aprile 1943 ricevette le foglie di quercia sulla Croce di Cavaliere della Croce di Ferro, 224° militare tedesco ad esserne insignito. La presentazione venne fatta dal Großadmiral Dönitz nella Tana del Lupo, il quartier generale di Adolf Hitler a Rastenburg.

### Sesta e settima missione, perdita dell'U-617

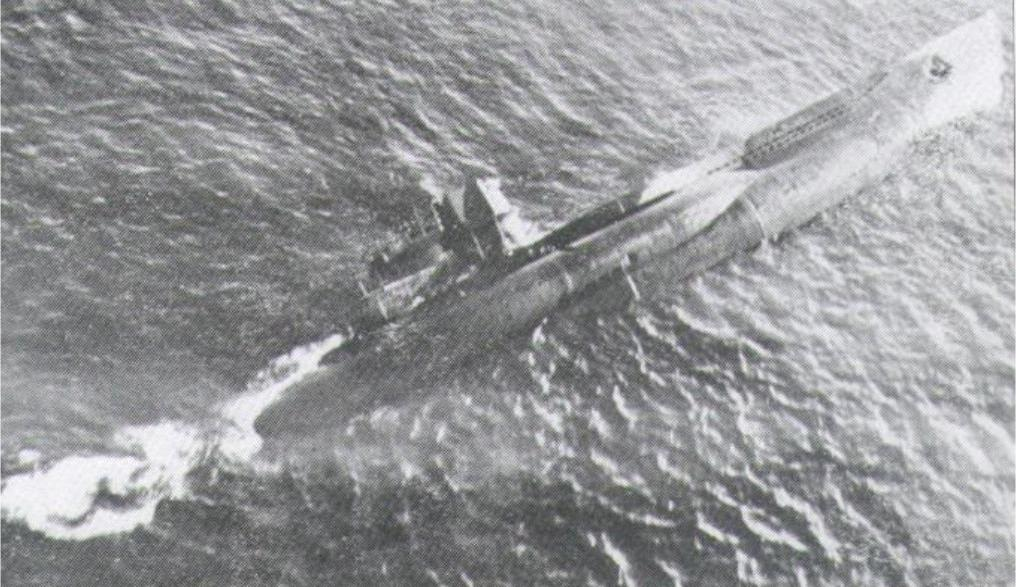
Lo U-617 incagliatosi vicino a Mellila, Morocco, dopo l'attacco aereo britannico del 12 settembre 1943.

Nel giugno 1943, durante la sua sesta missione di pattugliamento (31 maggio-20 luglio 1943), un viaggio di andata e ritorno da Tolone, con l'obiettivo di ingaggiare le navi nemiche a est di Gibilterra prima della costa algerina. Durante questa missione, la FdU gli attribuito la distruzione non verificabile di un cacciatorpediniere di classe H.
Nel settembre 1943, durante la sua ultima missione sullo U-617,  affondò il Puckerridge, un cacciatorpediniere di classe Hunt, al largo di Gibilterra. Pochi giorni dopo, nella notte del 10 settembre, fu attaccato vicino alla costa marocchina da un aereo Vickers Wellington della Royal Air Force appartenente al No.179 Squadron RAF ai comandi del comandante di squadriglia D.B. Hodgkinson in posizione 35°38′N, 03°27′ W danneggiando l'U-617. Tre ore dopo, l'11 settembre, un altro aereo del No.179 Squadron RAF, pilotato dall'ufficiale pilota W.H. Brunini sganciò altre bombe di profondità. Il danno risultante all'U-617 fu così grave che il sommergibile non poteva più rischiare di immergersi. Per evitare la cattura, Brandi decise di far navigare lo U-617 in acque poco profonde e abbandonò la nave al largo di Melilla, nel Marocco spagnolo, in posizione 35°13′N, 03°21′W.
Dopo l'evacuazione su gommoni, l'equipaggio riuscì a raggiungere la riva senza perdite e fu internato dalle truppe spagnole, mentre egli fu vagamente confinato nel campo degli ufficiali vicino a Cadice. Con l'aiuto dell'addetto navale tedesco a Madrid, ricevette un passaporto falso con il nome di copertura "Albert Bergmann" e da lì tornò in Germania, venendo ricevuto da Dönitz a Berlino. Il sommergibile U-617, incagliato al largo, fu infine distrutto e affondato dall'attacco aereo dei bombardieri Lockheed Hudson del No.48 e No.233 Squadron RAF e dal fuoco dell'artiglieria delle corvette Hyacinth e Wollongong.

### Missioni sulloU-380eU-967
Il 19 novembre 1943 ritornò a Tolone e assunse il comando dello U-380 dal kapitänleutnant Josef Röther. Questo sommergibile era stato danneggiato da un attacco aereo il 24 novembre, quando tre ondate di oltre 100 bombardieri Boeing B-17 Flying Fortress avevano preso di mira la base dei sottomarini nel porto militare di Tolone.
Lo scafo pressurizzato era stato forato in tre punti, richiedendo estese riparazioni. L'11 dicembre il sommergibile iniziò con le prime uscite di prova prima che i siluri e le provviste venissero immagazzinati il 18/19 dicembre. Completò la prima missione, dal 20 dicembre 1943 al 21 gennaio 1944 con lo U-380, che fu la decima e ultima prima che il sommergibile andasse distrutto l'11 marzo 1944 a Tolone ad opera di un bombardamento della Ninth Air Force dell'United States Army Air Force. Il 24 dicembre attaccò quello che identificò come un cacciatorpediniere di classe H, che potrebbe essere stato il cacciatorpediniere francese Le Fantasque.
Al suo ritorno a Tolone il 21 gennaio, a causa di un errore di navigazione di 45 miglia nautiche (83 km; 52 mi), lo U-380 finì per incagliarsi, venendo poi liberato da due rimorchiatori giunti da Tolone.  Il kapitän zur see Werner Hartmann, il nuovo FdU Mar Mediterraneo, valutò la prestazione del comandante del sommergibile in termini estremamente negativi. In particolare il suo rapporto affermò che Brandi non era riuscito a tenere un vero e proprio diario di guerra, il che rendeva difficile valutare le sue decisioni. Continuò dicendo che gli attacchi portati da Brandi venivano effettuati passivamente, evitando il contatto con il nemico, apparentemente immergendosi troppo presto. Hartmann concluse che l'incagliamento dell'U-380 fu causato da una navigazione "sciatta". Tuttavia, sia la FdU che la BdU attribuirono a Brandi il siluramento di un cacciatorpediniere il 23 dicembre e probabilmente l'affondamento di un altro cacciatorpediniere l'11 gennaio.
Il 22 gennaio 1944 l'U-380 fu portato nel cantiere navale di Missiessy per un'importante revisione dell'unità. Un attacco effettuato dal 15th USAAF il 4 febbraio danneggiò il sommergibile, prolungandone i tempi di manutenzione programmati. L'8 marzo l''U-380 fu nuovo pronto per le prove in mare. L'11 marzo, completamente equipaggiato e di nuovo pronto per la prossima missione di guerra, era ormeggiato appena fuori Missiessy, quando alle 12:00, Tolone venne attaccata da 120 bombardieri Consolidated B-24 Liberator del 47th Bombardment Wing della Ninth Air Force. L'U-380 ricevette subito un colpo diretto che uccise il Dieselmaat Jonny Christof e due dipendenti del cantiere navale.
Nell'aprile 1944 divenne comandante dello U-967. Durante la sua prima e unica missione bellica (11 aprile-17 maggio 1944), nel maggio 1944, operando contro il convoglio GUS 38, affondò il cacciatorpediniere Fechteler nella notte tra il 4 e il 5 maggio 1944 con un siluro a guida acustica T-5 Zaunkönig. Altri due attacchi con siluri acustici il 26 aprile e l'8 maggio non ebbero successo. Rivendicò anche una serie di affondamenti di navi che non poterono essere confermate. Il 9 maggio 1944 ricevette le spade sulla Croce di Cavaliere della Croce di Ferro, 66° militare tedesco e ultimo appartenente alla Kriegsmarine a ricevere tale premio. La presentazione fu fatta da Hitler al Berghof nell'Obersalzberg delle Alpi bavaresi vicino a Berchtesgaden il 20 maggio 1944.

### La messa a terra

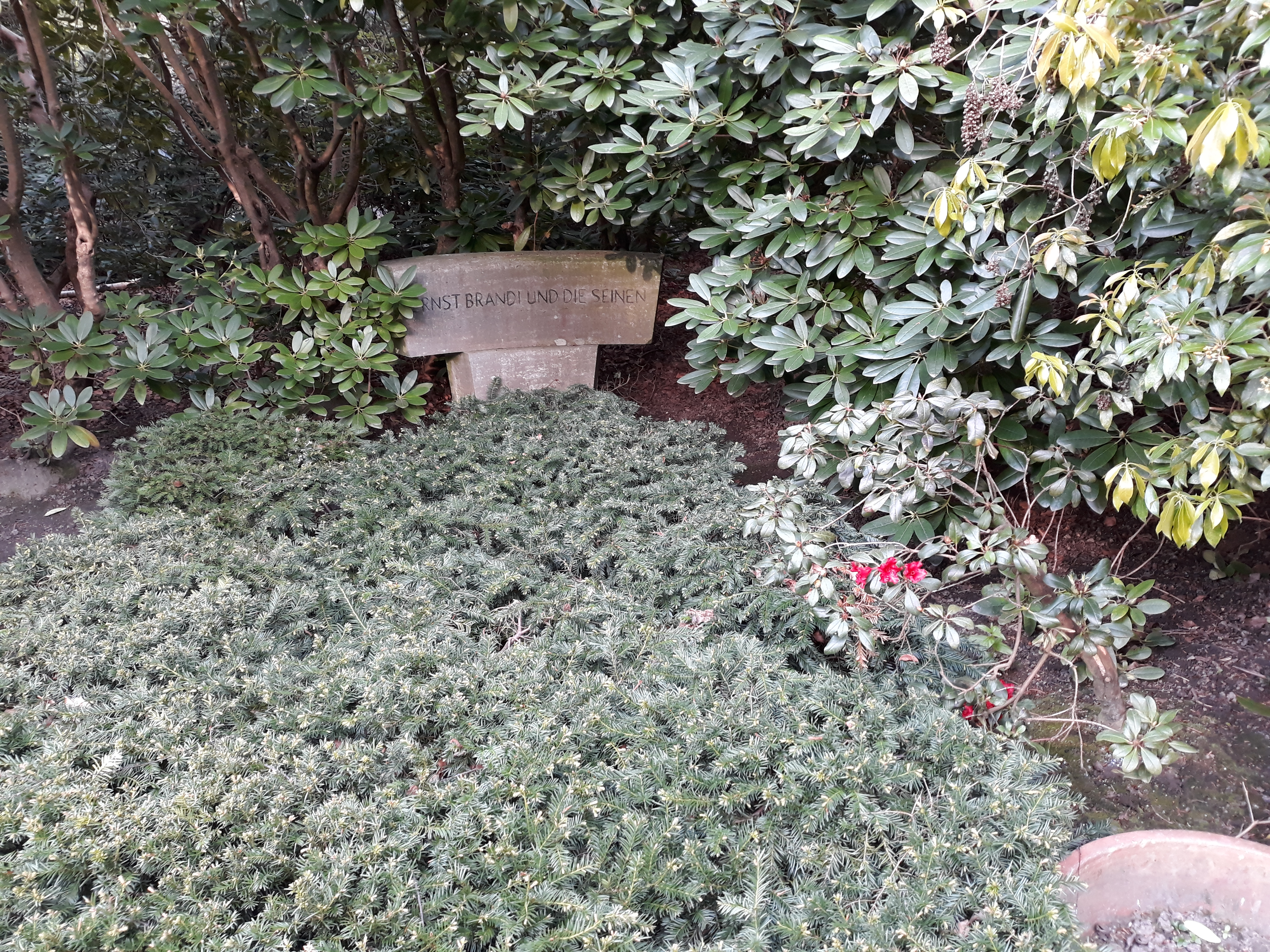
La tomba della famiglia Brandi presso l'Hauptfriedhof di Dortmund.

Cedette il comando dello U-967 perché si era gravemente ammalatosi di tonsillite durante la sua ultima missione. L'8 giugno 1944 fu promosso a korvettenkapitän, retrodatata al 9 maggio 1944. Nel luglio 1944 fu nominato U-Admiralstabsoffizier, comandante dei sommergibili operanti nel golfo di Finlandia, agli ordini dell'ammiraglio comandante le forze navali del Mar Baltico orientale a Helsinki, ammiraglio Theodor Burchardi. In seguito alla perdita delle basi navali tedesche in Finlandia, gli U-Boot tedeschi operarono da Danzica e da Gotenhafen. La loro area operativa principale era il passaggio nel golfo di Finlandia. Nel settembre-ottobre 1944 aveva assegnato a questa area di operazioni le seguenti unità: U-717, U-958, U-370', U-348, U-475, U-745, U-290, U-1165 e  U-481. Il 21 settembre l'U-242 e l'U-1001 posarono uno sbarramento di mine davanti alla penisola di Porkkala che successivamente affondò la nave mercantile finlandese Rigel. L'8/9 ottobre lo U-370 affondò una motocannoniera e il peschereccio finlandese n. 764, l'U-481affondò una barca a vela finlandese il 15 ottobre, l'U-1165 affondò un dragamine e attaccò un convoglio di sottomarini, l'U-958  affondò due barche a vela finlandesi, l'U-1001 silurò un peschereccio il 25 ottobre e lo U-475 affondò una motovedetta. Nel novembre-dicembre 1944 inviò gli U-475, U-958, U-479, U-481, U-679 e U-1165 nel Bottenbusen, la parte settentrionale del golfo di Finlandia, e nell'area tra Hanko e Rewal Lo U-679 affondò una nave di scorta e un posamine e fu affondato dalla nave antisommergibile sovietica MO-124 il 9 gennaio 1945. Lo U-481 affondò una nave di piccolo tonnellaggio e probabilmente il posamine finlandese Louhi il 12 gennaio. Lo U-637 affondò una motovedetta.
Per questi successi fu insignito della Croce di Cavaliere della Croce di Ferro con foglie di quercia, spade e diamanti (Ritterkreuz des Eisernen Kreuzes mit Eichenlaub, Schwertern und Brillanten) il 24 novembre 1944. Il 18 dicembre 1944 fu promosso fregattenkapitän. La presentazione fu fatta da Hitler alla Cancelleria del Reich a Berlino all'inizio del gennaio 1945. Nell'ultimo anno di guerra divenne comandante in capo delle Marinekleinkampfverbände (un'unità di minisottomarini, di tipi come il Biber e il Seehund) a IJmuiden nei Paesi Bassi. Il 6 maggio 1945 si arrese alle forze canadesi nei Paesi Bassi e fu fatto prigioniero di guerra. Nel settembre 1945 fu liberato dalla prigionia. Divenne successivamente muratore e poi studiò architettura alla Staatsbauschule (Scuola statale di costruzione) di Essen. Progettò numerosi edifici che sono stati costruiti a Dortmund e in Arabia Saudita. Per tre anni fu presidente del Bund Deutscher Architekten e nel 1964 divenne presidente del Rotary Club per il distretto di Westfalia. Lui e sua moglie Eva ebbero sei figli, tra cui Sabine. Si ammalò e morì il 6 gennaio 1966 in un ospedale di Colonia. Fu sepolto con gli onori militari all'Hauptfriedhof di Dortmund. Il suo ex compagno della "Crew 35", Reinhard Suhren, ha pronunciò l'elogio funebre. La Bundesmarine era rappresentata dal contrammiraglio Günter Kuhnke.

### Annotazioni
1. ↑  2. Kompanie, II. Abteuling, Schiffsstammdivision.
2. ↑  Suren nel suo elogio funebre lo descrisse come 'Ritter ohne Furcht und Tadel (Un cavaliere senza paure né fallimenti).

### Fonti
1. 1 2 3 4 5 6 7 8 9 10 11 12 13 14 15 16 17  U-Boat.
2. ↑  Dixon 2019, p. 13.
3. 1 2 3 4  Dixon 2019, p. 3.
4. ↑  Stockert 1997, p. 85.
5. 1 2 3 4 5 6  Busch, Röll 2003, p. 308.
6. ↑  Hildebrand, Röhr, Steinmetz 1993, p. 89.
7. 1 2 3 4 5 6  Stockert 1997, p. 86.
8. 1 2 3  Dixon 2019, p. 4.
9. ↑  Stockert 2010, pp. 15-16.
10. 1 2 3  Busch, Röll 2003, p. 309.
11. ↑  Berttke, Smith, Kindell 2009, p. 37.
12. ↑  White 2008, pp. 166-168.
13. 1 2  Rohwer 1999, p. 124.
14. ↑  Rohwer, Hümmelchen 1968, pp. 281-282.
15. ↑  Berttke, Smith, Kindell 2009, p. 47.
16. ↑  Berttke, Smith, Kindell 2009, p. 54.
17. ↑  Rohwer 1999, p. 125.
18. ↑  Mulligan 2013, p. mpr.
19. ↑  Rohwer, Hümmelchen 1968, p. 286.
20. 1 2  Busch, Röll 2003, p. 310.
21. ↑  Rohwer, Hümmelchen 1968, p. 309.
22. ↑  Rohwer 1999, p. 240.
23. ↑  Rohwer 1999, p. 241.
24. 1 2 3 4  Stockert 1997, p. 87.
25. 1 2  Rohwer 1999, p. 242.
26. ↑  Rohwer, Hümmelchen 1968, p. 320.
27. ↑  Rohwer, Hümmelchen 1968, p. 321.
28. 1 2  Busch, Röll 2003, p. 311.
29. ↑  Rohwer, Hümmelchen 1968, p. 377.
30. 1 2  Stockert 1997, p. 89.
31. ↑  Blair 2000, p. 414.
32. ↑  Nesbit 2008, p. 166.
33. ↑  Röll, Besler 2014, p. 248.
34. 1 2  Röll, Besler 2014, p. 249.
35. ↑  Röll, Besler 2014, p. 250.
36. ↑  Röll, Besler 2014, pp. 258-261.
37. ↑  Röll, Besler 2014, p. 313.
38. ↑  Röll, Besler 2014, p. 263.
39. ↑  Rohwer, Hümmelchen 1968, p. 445.
40. ↑  Rohwer 1999, p. 256.
41. ↑  Stem 2012, p. 249.
42. ↑  Stockert 2010, p. 18.
43. ↑  Rohwer, Hümmelchen 1968, p. 480.
44. ↑  Stockert 1997, p. 18.
45. 1 2  Stockert 1997, p. 90.
46. 1 2 3 4  Scherzer 2007, p. 239.
47. 1 2 3 4  Dixon 2019, p. 6.
48. ↑  Williamson, Pavlovic 1995, p. 48.
49. ↑  Stockert 1997, p. 88.